# 小栗冨治郎 (2代)
2代 小栗 冨治郎（富治郎、おぐり とみじろう、1867年（慶応3年11月） - 1933年（昭和8年）12月1日）は、明治から昭和時代戦前の政治家。実業家。銀行家。貴族院多額納税者議員。

## 経歴
のちの愛知県半田市出身。先代の冨治郎は船頭として酒などの流通を営み、酒・味醂醸造業を始めた。ほか、精米業を経営した。
1892年（明治25年）以降、知多紡績社長、尾参農工銀行、小栗銀行各頭取、名古屋生命保険社長、知多郡農会会長、知多商業会議所副会頭などを歴任した。また、丸三ビール会社（のちのカブトビール）の役員を務めた。
1906年（明治39年）愛知県多額納税者として補欠選挙で貴族院議員に互選され、同年12月28日から1907年（明治40年）10月22日まで在任した。